# Mount Izabelle
Mount Izabelle är ett berg i Antarktis. Det ligger i Östantarktis. Australien gör anspråk på området. Toppen på Mount Izabelle är 587 meter över havet.
Terrängen runt Mount Izabelle är platt åt sydost, men åt nordväst är den kuperad. Trakten är obefolkad. Det finns inga samhällen i närheten.